# East-West Airlines
 (mars 2019).
Si vous disposez d'ouvrages ou d'articles de référence ou si vous connaissez des sites web de qualité traitant du thème abordé ici, merci de compléter l'article en donnant les références utiles à sa vérifiabilité et en les liant à la section « Notes et références ».
East-West Airlines est une ancienne compagnie aérienne régionale australienne fondée à Tamworth, en Nouvelle-Galles du Sud, en 1947. Elle opérait dans les principaux centres urbains régionaux et les reliait à différentes capitales, et dans les années 1980, elle était la troisième plus grande compagnie aérienne domestique d'Australie. Elle a également effectué sa propre maintenance lourde à Tamworth et exploité un réseau de centres de voyages.

## Historique

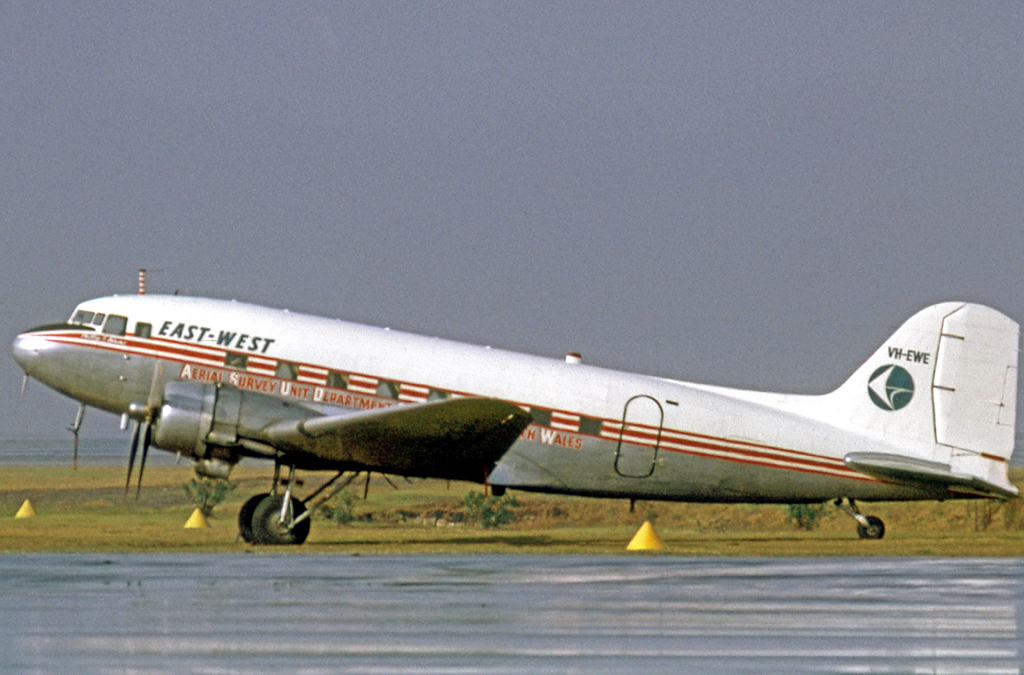
East Douglas Airlines Douglas DC-3 à l'aéroport Mascot de Sydney en 1970

East-West Airlines a été fondée en 1947 avec des fonds d'environ 800 investisseurs, principalement de petits investisseurs, dans le but de « lutter contre les monopoles des compagnies aériennes basés dans les villes »[réf. souhaitée] et a été immédiatement échangée en tant que société publique non-cotée. À ce stade précoce, l'effectif était composé du directeur, Basil Brown, et de l'ingénieur de maintenance et directeur de l'atelier, Cedric Wood. Cédric Wood était un ingénieur aéronautique exceptionnel, avec un dossier de maintenance sans faille, bien qu'il ait à son actif neuf licences de maintenance d'aéronefs. Permettre à la société d’appliquer des procédures de maintenance sur un budget « en chaîne »[incompréhensible]. Utilisant initialement un avion monomoteur Tiger Moth, East-West a mis en place le premier service de distribution de courrier ordinaire australien entre Tamworth NSW, Port Macquarie et Newcastle. La société a acheté un avion bimoteur Avro Anson qui lui a permis de transporter davantage de courrier et de passagers.

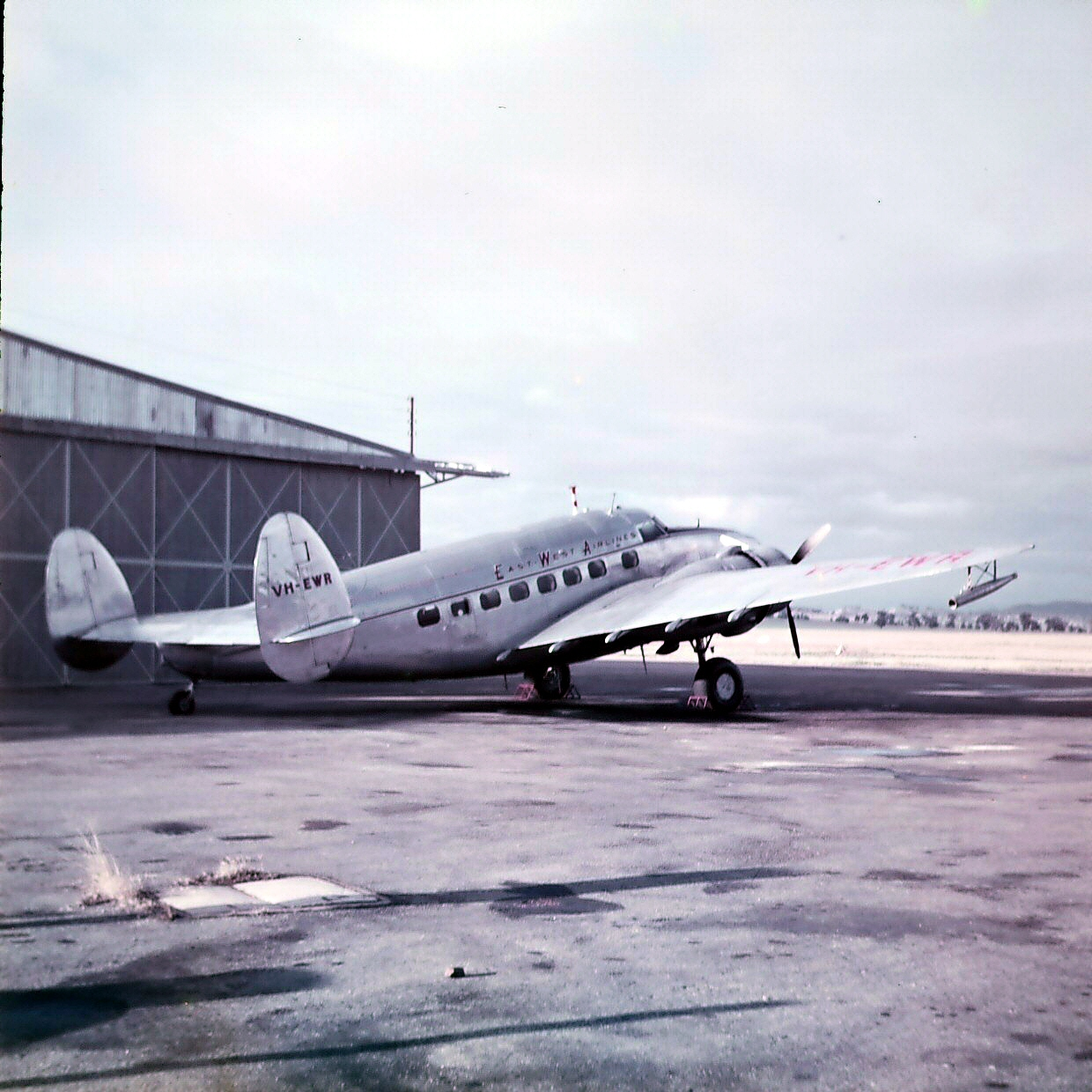
Un Lockheed Hudson à l'aérodrome de Wagga Wagga pour des vols de recherche pour le CSIRO en 1957.

East-West a acquis plusieurs Douglas DC-3 à partir de 1953 et ces avions de 28 sièges ont progressivement remplacé le plus petit Avro Ansons dans l'exploitation de services réguliers dans toute la Nouvelle-Galles du Sud. Le dernier exemple a été détruit en 1973 et avait récemment été utilisé pour des vols de recherche sur les systèmes d’ensemencement dans le nuage pour le CSIRO. 
D'exploitant à l'intérieur de l'État, il est devenu le troisième transporteur intérieur australien[réf. nécessaire], qui possédait en 1982 dix avions Fokker. À cette époque, East-West était également sur le point d’acquérir son premier avion à réaction. Il était cependant toujours découragé par une aventure dans le Territoire du Nord en 1980, qui avait entraîné de lourdes pertes. Cela a également provoqué une brouille entre les membres du conseil. Est-Ouest, déjà en 1981 à une époque toujours régie par la politique des deux compagnies aériennes, est devenu le premier « troisième » transporteur aérien opérant entre Sydney et Canberra. Entre 1977 et 1990, elle exploitait des[Quoi ?]
En 1982, l'ancien dirigeant d'Ansett et d'Air Niugini, Bryan Gray, en partenariat avec l'ancien dirigeant de la banque d'affaires de Citicorp Australie, Duke Minks, a créé la société East-West Development Pty Ltd dans le but spécifique d'acquérir la compagnie East-West Airlines. Avec un prêt de 8,5 millions de dollars du Nauru Phosphate Royalties Trust, ils ont acheté East-West dans le cadre d’un rachat d’actions. La prise de contrôle a été jugée controversée, les discussions ayant porté sur la question de savoir à quel point l’implication du capital de Nauruan constituait une prise de contrôle étrangère. 
Au cours des années suivantes, East-West livra une vive concurrence aux grandes compagnies aériennes Ansett et Trans Australia Airlines sur les liaisons inter-capitales. À l’époque, le secteur de l’aviation australien était fortement réglementé par la politique des deux compagnies aériennes, qui interdisait les liaisons Est-Ouest directement entre les grandes capitales. Il proposait donc des services entre grandes villes via des centres régionaux. Les itinéraires comprenaient Melbourne à Sydney via Albury et Sydney à Brisbane via Newcastle et Coolangatta, faisant parfois des atterrissages à des points intermédiaires. L'Est-Ouest a principalement piloté des avions à turbopropulseurs Fokker F27 Friendship et des avions à réaction Fokker F28 Fellowship. En juin 1983, East-West a vendu des billets aller-retour entre Sydney et Melbourne via Albury, ce qui a pris environ deux heures et 45 minutes, au prix de 120 dollars, soit environ la moitié du tarif standard de 248 dollars pour un vol direct d'une heure et quinze minutes effectué par le duopole. Cependant, Ansett et Trans Australia Airlines ont également proposé des tarifs réduits allant jusqu’à environ 140 $. Selon Brian Gray, le service a attiré environ 4 000 clients par mois.
En raison de sa structure d’exploitation, East-West a été en mesure de nuire considérablement aux autres compagnies aériennes. La campagne agressive Troisième compagnie aérienne d'East West Airlines a obligé le gouvernement fédéral à abandonner la politique des deux compagnies aériennes, qui maintenait apparemment les tarifs aériens australiens gonflés pendant de nombreuses années.
Le directeur général Bryan Gray et le consultant en marketing John Williams ont créé une vaste campagne médiatique à l'échelle nationale. Ils ont ainsi attiré de nombreux nouveaux venus avec ce que l'on pourrait décrire comme les premiers tarifs véritablement réduits en Australie dans un aréna désormais déréglementé. East-West a préparé le terrain pour que d'autres compagnies aériennes entrent sur le marché intérieur australien des années plus tard. En décembre 1983, East-West a été vendue, selon les estimations, pour 20 à 30 millions de dollars australiens à Skywest Airlines, de Perth, appartenant à Ric Stowe. Le gouvernement de la Nouvelle-Galles du Sud, en particulier, s'est opposé à cet accord. L'ancien propriétaire, Bryan Gray, a formé Compass Airlines en 1990 en tant que premier entrant sur un marché de l'aviation domestique alors déréglementé.
Sous la nouvelle propriété, East-West a été retenu en tant qu'entité indépendante. Skywest Holdings a annoncé en mai 1985 son intention de fusionner Skywest Airlines et East-West, mais cela n’a pas été réalisé, à part une certaine harmonisation des horaires. En 1985, East-West a contesté la politique des deux compagnies aériennes devant la Cour fédérale.

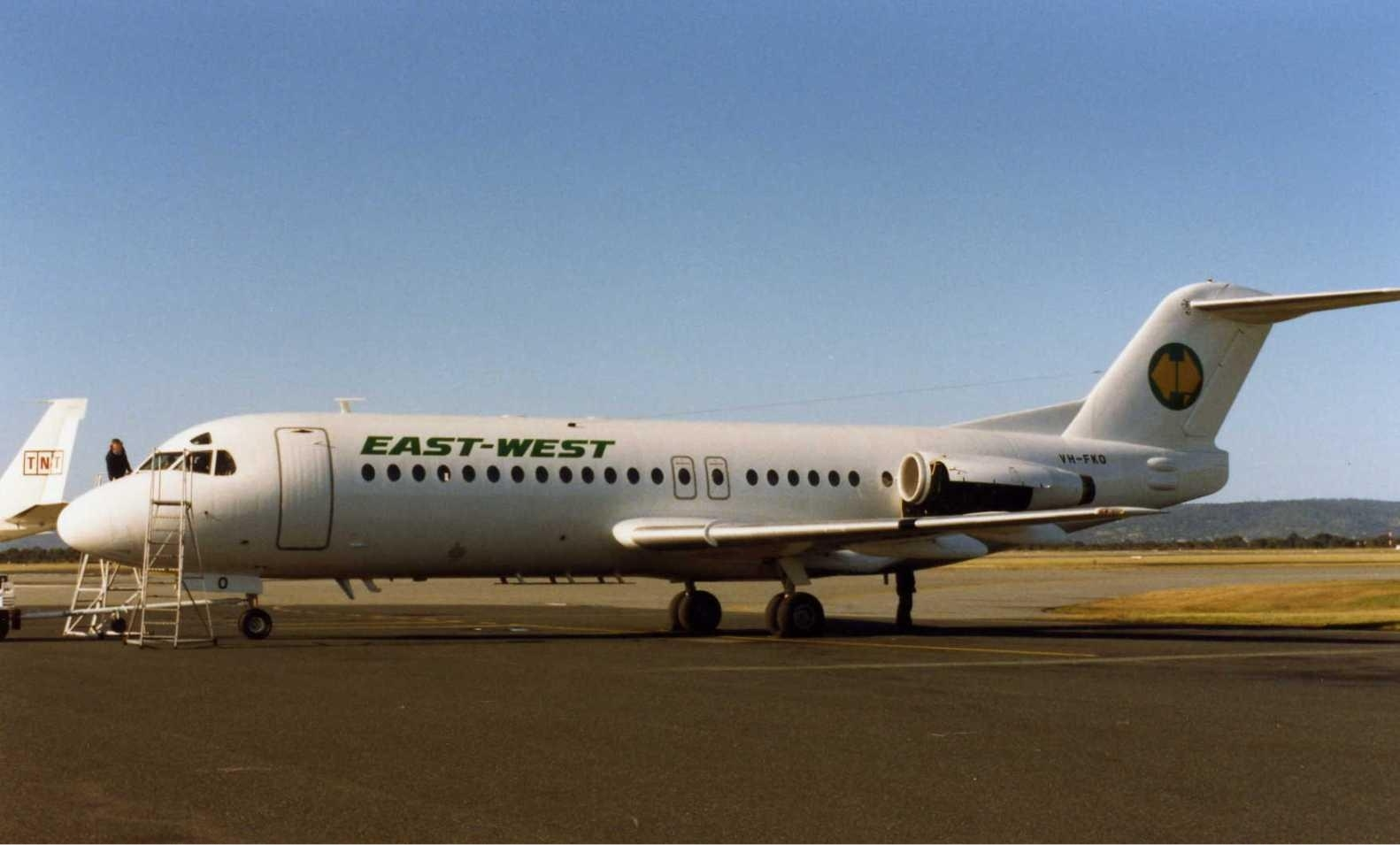
Fokker F28 Fellowship à l'aéroport de Perth dans les années 1990.

En juillet 1987, East-West et Skywest ont été vendus au vendeur de voitures Perron Group de Perth, qui les a vendus à la fin du mois à Bodas Pty Ltd; une société créée par les propriétaires d'Ansett, TNT de Peter Abeles et News Corporation de Rupert Murdoch; pour un montant rapporté de 150 millions de dollars. Il a continué à fonctionner en tant qu’entité distincte jusqu’en 1993, année où ses activités ont été intégrées à celles d’Ansett et le nom Est-Ouest a cessé d’être utilisé.
Les installations de maintenance de l'aéroport de Tamworth ont été converties en une usine de carrosseries d'autobus par la filiale d'Ansett, Ansair, en 1993.